# Lista Przewodniczących Trybunału Konstytucyjnego (Portugalia)
Lista Przewodniczących Trybunału Konstytucyjnego Portugalii – wykaz wszystkich Przewodniczących Trybunału Konstytucyjnego w Portugalii.
Przewodniczący Trybunału Konstytucyjnego (port. Presidente do Tribunal Constitucional) – sędzia Trybunału Konstytucyjnego, kierujący pracami Trybunału, wybierany przez wszystkich sędziów Trybunału spośród własnego grona na 4,5-letnią kadencję, z możliwością reelekcji, nie dłużej jednak niż okres sprawowania funkcji sędziego Trybunału. Do zadań przewodniczącego należy m.in. kierowanie pracami Trybunału, przewodniczenie obradom Trybunału, reprezentowanie Trybunału na zewnątrz, a także nadzór nad sekretariatem i administracją Trybunału.

## Lista
| Przewodniczący Trybunału Konstytucyjnego | Przewodniczący Trybunału Konstytucyjnego | Przewodniczący Trybunału Konstytucyjnego | Przewodniczący Trybunału Konstytucyjnego | Przewodniczący Trybunału Konstytucyjnego    | Przewodniczący Trybunału Konstytucyjnego    | Przewodniczący Trybunału Konstytucyjnego     |
| Lp.                                      | Okres pełnienia funkcji                  | Okres pełnienia funkcji                  | Sędzia                                   | Okres zasiadania w Trybunale Konstytucyjnym | Okres zasiadania w Trybunale Konstytucyjnym | Uwagi                                        |
| Lp.                                      | od                                       | do                                       | Sędzia                                   | od                                          | do                                          | Uwagi                                        |
| ---------------------------------------- | ---------------------------------------- | ---------------------------------------- | ---------------------------------------- | ------------------------------------------- | ------------------------------------------- | -------------------------------------------- |
| 1.                                       | 1983                                     | 1989                                     | Armando Manuel de Almeida Marques Guedes | 1983                                        | 1989                                        | [ 4 ]                                        |
| 2.                                       | 1989                                     | 2003                                     | José Manuel Cardoso da Costa             | 1983                                        | 2003                                        | [ 5 ]                                        |
| 3.                                       | 2003                                     | 2004                                     | Luís Manuel César Nunes de Almeida       | 1983                                        | 2004                                        | w latach 1989-2003 Zastępca Przewodniczącego |
| 4.                                       | 2004                                     | 2007                                     | Artur Joaquim de Faria Maurício          | 1998                                        | 2007                                        | [ 7 ]                                        |
| 5.                                       | 2007                                     | 2012                                     | Rui Manuel Gens de Moura Ramos           | 2003                                        | 2012                                        | w latach 2003-2007 Zastępca Przewodniczącego |
| 6.                                       | 2012                                     | 2016                                     | Joaquim José Coelho de Sousa Ribeiro     | 2007                                        | 2016                                        | [ 9 ]                                        |
| 7.                                       | 2016                                     | 2021                                     | Manuel da Costa Andrade                  | 2016                                        | 2021                                        | [ 10 ]                                       |
| 8.                                       | 2021                                     | nadal                                    | João Pedro Barrosa Caupers               | 2014                                        | nadal                                       | w latach 2016-2021 Zastępca Przewodniczącego |